# 佩里鎮區 (明尼蘇達州拉基帕爾縣)
佩里鎮區（英語：Perry Township）是位於美國明尼蘇達州拉基帕爾縣的一個行政鎮區。

## 地方資料
佩里鎮區的面積為95.65平方千米，當中陸地面積為95.33平方千米，而水域面積為0.31平方千米。根據2020年美國人口普查的數據，當地共有人口90人，而人口密度為每平方千米0.94人。